# Lysette Anthony
Lysette Anthony est une actrice et ancien mannequin britannique née le 26 septembre 1963 à Londres, dans le quartier de Fulham. 
Très active à la télévision britannique (entre autres dans la mini-série Jack l'Éventreur en 1988 avec Michael Caine), elle est notamment apparue au cinéma dans Krull (1983), Maris et Femmes de Woody Allen (1992), Allô maman, c'est Noël (1993) et Dracula, mort et heureux de l'être de Mel Brooks (1995).
En 2017, elle révèle être une victime dans l'affaire Harvey Weinstein. 

## Enfance
Fille unique de l’acteur Michael Adam Anthony (né Chodzko) et de la comédienne Bernadette Milnes, Lysette Anthony vit une enfance marquée par la bipolarité et la schizophrénie de sa mère.
Formée au théâtre à l’adolescence, elle devient ensuite mannequin devant l’objectif du photographe de mode David Bailey qui fait d’elle le visage des années 80.

## Débuts à la télévision et au cinéma
Lysette Anthony entame sa carrière en 1982 avec, entre autres productions, des adaptations télévisées de classiques de la littérature britannique comme Ivanhoe, Oliver Twist, et se fait remarquer l’année suivante en héroïne du film d’heroic fantasy Krull, qui deviendra un classique du genre.
En 1984, elle joue dans pas moins de cinq clips de Bryan Adams, tous issus de l’album Reckless : Run to You, Heaven, Somebody et Summer of '69.

## Confirmation internationale
En 1986, elle obtient un rôle important dans le film français L'Étincelle aux côtés de Roger Hanin et de Clio Goldsmith.
En 1988, elle joue par deux fois avec Michael Caine. Une première fois dans le rôle tragique et marquant de la prostituée Mary Jane Kelly, dernière victime de Jack l'Éventreur dans la mini-série du même nom qui rencontre un grand succès à la télévision. Leur seconde collaboration a lieu sur le tournage du film Élémentaire, mon cher... Lock Holmes, avec aussi Ben Kingsley où elle campe le premier rôle féminin. Ce sont les portes d’Hollywood qui s’ouvrent à la jeune comédienne.
Suivra une série de rôles plus ou moins importants dans des films comme Dans la peau d'une blonde de Blake Edwards (1991), Maris et Femmes de Woody Allen (1992), Allô maman, c'est Noël de Tom Ropelewski (1993) ou Dracula, mort et heureux de l'être de Mel Brooks (1995).
En 1993, le groupe Depeche Mode la choisit pour être l’héroïne du clip de son single très rock I Feel You.
À partir de 1994, et parallèlement au cinéma, Lysette Anthony mène de front une carrière à la télévision, notamment dans un épisode de la série Les Contes de la crypte, à travers de nombreux téléfilms de type thriller érotique (Double Face, Dans les griffes d’une blonde) ou dans d’autres productions où elle joue les femmes fatales à double visage (Mortelle vérité, Lune de glace) et se spécialise dans des films et téléfilms d’horreur.
En 1997, elle est au générique du film Robinson Crusoé, avec Pierce Brosnan et Polly Walker.
Par la suite, si sa carrière se fait plus discrète au cinéma, la comédienne ne cesse de tourner pour les télévisions américaines et anglaises, participant notamment à des séries cultes telles que Hercule Poirot, Doctors, Coronation Street et surtout le soap Hollyoaks pendant douze ans, entre 2008 et 2020.
Le groupe Simian Mobile Disco (avec Beth Ditto en featuring) en fait, d’après un court-métrage, l’héroïne du clip de la chanson Cruel Intentions en 2010.
En 2014, elle participe au film britannique We Still Kill the Old Way, avec Alison Doody, et sa suite deux ans plus tard.

## Vie privée
Elle fut mariée deux fois puis eu un fils, James, issu de sa relation avec le compositeur de musiques de films Simon Boswell entre 2004 et 2010. Elle se bat aujourd’hui pour réunir des fonds pour la recherche, son fils étant atteint d’arthrite juvénile.
En octobre 2017, à la suite de l'affaire Harvey Weinstein, Lysette Anthony déclare au journal The Sunday Times avoir été violée à la fin des années 90 par Harvey Weinstein, devenant ainsi la cinquième femme à l’accuser de viol, en plus des nombreuses charges pour harcèlement sexuel et conduite déplacée pesant sur le producteur.
La comédienne déclare en 2022 souffrir de la maladie de Parkinson.

## Filmographie

### Cinéma
- 1983 : Night Train to Murder : Kathy Chalmers
- 1983 : Krull : Lyssa
- 1985 : A Drop in the Ocean
- 1986 : L'Étincelle de Michel Lang : Patricia
- 1987 : The Emperor New Clothes : Princesse Gilda
- 1987 : Zoeken naar Eileen : Marian Faber/Eileen W.
- 1988 : Élémentaire, mon cher... Lock Holmes : Leslie Giles
- 1991 : Dans la peau d'une blonde : Liz
- 1992 : The Pleasure Principle : Charlotte
- 1992 : Maris et Femmes : Sam
- 1993 : Face the Music : Julie Sanson
- 1993 : L'Heure du Cochon : Filette d'Auferre
- 1993 : Allô maman, c'est Noël : Samantha
- 1994 : Double Face  (A Brilliant Disguise) : Michelle
- 1994 : Dans les griffes d'une blonde (Save Me) : Ellie
- 1994 : Mortelle vérité (The Hard Truth) : Lisa Kantrell
- 1995 : Affair Play : Lisa Parks/Lucy
- 1995 : Dr Jekyll et Ms Hyde : Sarah Carver
- 1995 : Dracula, mort et heureux de l'être (Dracula: Dead and Loving It) : Lucy Wetsenra
- 1996 : Lune de glace (Dead Cold) : Alicia
- 1997 : Robinson Crusoé : Faith Moore
- 1998 : La Malédiction de la momie  (Tale of the Mummy) : Dr. Claire Mulrooney
- 1998 : Le Fils du diable : Caitlan Bourke
- 2001 : Beneath Loch Ness : Elizabeth
- 2002 : Farewell to Harry : Louie Sinclair
- 2008 : A Meeting at Last : Caroline
- 2010 : Study After Cruel Intentions : Charlotte
- 2012 : Strippers vs Werewolves : Jilly
- 2012 : The Telemachy : Penelope
- 2013 : Hello Sunshine : Kate
- 2014 : We Still Kill the Old Way : Lizzie Davis
- 2016 : Mob Handed : The Solicitor
- 2016 : We Still Steal the Old Way  : Lizzie Davis
- 2017 : When the Devil Rides Out : Martha Debney
- 2020 : Conjuring: The Book of the Dead : Martha

### Télévision

#### Séries télévisées
- 1982 : Frost in May (mini-série télévisée)
- 1983 : Jemima Shore Investigates (1 épisode)
- 1983 : Dombey et Son : Florence Dombey
- 1984 : Auf Wiedersehen, Pet (2 épisodes) : Christa
- 1984 : Crown Court (1 épisode) : Susan Coombes
- 1984 : The Gentle Touch (1 épisode) : Karen
- 1985 : Summer Season (1 épisode) : Irina Nikolayevna
- 1985 : Oliver Twist : Rose Maylie
- 1985 - 1989 : Three Up, Two Down : Angie Tyler
- 1986 : Les règles de l'art (1 épisode) : Sophy Fairfax
- 1987 : The Bretts (1 épisode) : Daphne Villiers
- 1987 : Home to Roost (1 épisode) : Lucy
- 1990 : Mystery!: Campion (2 épisodes) : Amanda Fitton
- 1991 : La Malédiction de Collinwood : Angelique
- 1992 : Cluedo : Miss Scarlett
- 1993 : Dudley (1 épisode)
- 1993 : Coup de foudre à Miami (1 épisode) : Polly Dodge
- 1993 : Les Contes de la crypte (Épisode Forever Ambergris ) : Bobbi
- 1998 : Night Man (1 épisode) : Comtesse Erica Bolen
- 1998 : La Loi du colt (1 épisode) : Clarise Mimser
- 1999 : L'Immortelle (1 épisode) : Debra Dow
- 1999 : Jonathan Creek (1 épisode) : Mimi Tranter
- 2001 : Night & Day : Roxanne Doyle-Wells
- 2001 : Le Monde des ténèbres (2 épisodes) : Lisa
- 2003 - 2004 : The Bill : Rachel Heath
- 2004 : Ash et Scribbs (1 épisode) : Beth Whitmore
- 2004 : Hercule Poirot (épisode Le Vallon) : Veronica Cray
- 2007 : Doctors (1 épisode) : Joanne Oaksey
- 2007 : Casualty (1 épisode) : Rachel Houston
- 2008 - 2020 : Hollyoaks (350 épisodes) : Marnie Nightingale / Yvonne Summers
- 2008 : Casualty (1 épisode) : Amanda
- 2010 : Doctors (1 épisode) : Marcelle D'Arby
- 2010 : Coronation Street (1 épisode) : Lydia Radcliffe

#### Téléfilms
- 1982 : Ivanhoe : Lady Rowena
- 1982 : Oliver Twist : La mère d'Oliver
- 1982 : Beauty and the Beast : Floreat
- 1983 : Princesse Daisy : Lady Sarah
- 1988 : Jack l'Éventreur : Mary Jane Kelly
- 1989 : Le Cavalier masqué : Lady Panthea Vynes
- 1990 : La Malédiction de Collinwood (Dark Shadows) : Angelique Bouchard
- 1990 : A Ghost in Monte Carlo : Mistral
- 1994 : Parfum de meurtre : Jennifer
- 1996 : La Poupée de la terreur 2 : Laura
- 2001 : Hotel! : Amanda Brown
- 2002 : The Paper Round : La juge

#### Clips
- 1984 : Run to You - Bryan Adams
- 1984 : Somebody - Bryan Adams
- 1984 : Heaven - Bryan Adams
- 1984 : Summer of '69 - Bryan Adams
- 1984 : Reckless - Bryan Adams
- 1993 : I Feel You - Depeche Mode

## Voix françaises
Lysette Anthony n'a pas de doublure voix officielle en France.
Cependant, Virginie Ledieu a doublé plusieurs de ses personnages, notamment dans Jack l'Éventreur et Dr. Jekyll et Ms. Hyde.
Céline Monsarrat l'a doublée dans Élémentaire, mon cher... Lock Holmes, Anne Rondeleux  dans Allô maman, c'est Noël, Isabelle Ganz dans Parfum de meurtre, Nathalie Roussel dans Dracula, mort et heureux de l'être et Juliette Degenne dans Le Vallon (Hercule Poirot).